# Somebody to Love (Leighton Meester)
Somebody to Love è il singolo di debutto della cantante/attrice Leighton Meester, cantato con la collaborazione di Robin Thicke.
Il singolo è stato distribuito digitalmente dal 14 ottobre 2009 e dal 27 ottobre per la vendita fisica. Nella stessa data è entrato in rotazione radiofonica nelle principali emittenti statunitensi.

## Il brano
Il singolo è stato prodotto da Mike Caren e scritto da Leighton Meester, Robin Thicke, Mike Caren, Ollie Goldstein, Rico Love e Shahine Ezell.
Somebody to Love è un brano elettropop uptempo con influenze trance che si rifà ad elementi di Blue Monday dei New Order. È caratterizzato da generi come il pop, l'R&B e la musica elettronica avvalendosi della collaborazione del cantautore R&B Robin Thicke.
La canzone è stata inserita in un episodio della serie televisiva Gossip Girl, dove la Meester recita nel ruolo di Blair Waldorf, inoltre è stato incluso nella colonna sonora del film Appuntamento con l'amore.
Nel brano è presente una frase in francese ripetuta più volte: "Je t'adore".

## Il video
Il video è stato diretto da Zoe Cassavetes ed è stato pubblicato on line in data 8 novembre 2009. Il video mostra la cantante mentre esegue il brano in diverse location e con diversi look.

## Classifica
| Classifica (2009)                     | Posizione |
| ------------------------------------- | --------- |
| U.S. Billboard Bubbling Under Hot 100 | 11        |